# Печатка Небраски
Велика печатка Штату Небраска була затверджена в 1867. На задньому плані продемонстовані потяг з вагонами на фоні гір. Наступна картина демонструє пароплав, що пливе по річці Міссурі. Також показаний невеликий будинок та поле з заготовленими снопами пшениці які демонструють важливість колонізації та сільського господарства. На передньому плані зображено коваля працює на ковадлі. На горі печатки зображений девіз «Рівність перед законом», а по колу зовнішнього кільця печатки надпис «Велика печатка Штату Небраска, 1-ше Березня, 1867».